# Inno al Re
L'Inno al Re è il brano musicale che, commissionato da Ferdinando I nel 1787, funse dal 1816 da inno nazionale del Regno delle Due Sicilie. Sebbene una tesi  ne attribuisca la paternità al barone Pietro Pisani, il brano è generalmente riconosciuto come opera di Giovanni Paisiello; la versione di Pisani sarebbe in realtà una trascrizione successiva.
Non si sa con certezza quale fosse il testo esatto (che nel tempo subì diverse modifiche), ma venne ritrovata una partitura che conteneva anche il testo dell'inno, datata tra il 1835 e il 1840.
Il nome riportato nel testo cambiava ogni volta che veniva incoronato un nuovo sovrano. In questa pagina viene riportata la prima versione dell'inno, dove "Fernando" fa riferimento al regno di Ferdinando I delle Due Sicilie.
La seconda strofa fa intendere che l'inno deve essere stato composto prima della formazione del Regno delle Due Sicilie (1816), quando i due regni (serbi al duplice trono) erano separati in Regno di Napoli (esteso nella parte meridionale peninsulare italiana dall'Abruzzo alla Calabria) e Regno di Sicilia (formato dall'isola siciliana e le sue isole minori).
La partitura prevede l'esecuzione con due parti di canto: soprano e basso, mentre gli strumenti utilizzati sono: flauti, clarinetti in do, oboi, corni in fa, trombe in do, fagotto e serpentone.

## Testo
Il testo che viene solitamente associato all'Inno al Re è quello tratto da una partitura scritta tra il 1835 e il 1840 per la principessa Eleonora Galletti di Palazzolo.
Iddio conservi il Re
per lunga e lunga età
come nel cor ci sta
viva Fernando il Re
Iddio lo serbi al duplice
trono dei Padri suoi
Iddio lo serbi a noi!
viva Fernando il Re